# Baillonella toxisperma
Baillonella toxisperma oder der Moabi, ist ein Baum in der Familie der Sapotengewächse aus dem zentralen bis westlichen Afrika. Es ist die einzige Art der Gattung Baillonella.

## Beschreibung
Baillonella toxisperma wächst als sehr großer, halbimmergrüner Baum mit sehr breiter Krone bis 60–70 Meter hoch und ist damit einer der größten, das Kronendach überragende Emergent Afrikas. Der Stammdurchmesser erreicht 3–5 Meter. Die raue, sehr dicke, braune bis graue Borke ist furchig. Es werden nur Wurzelanläufe gebildet, keine Brettwurzeln.
Die einfachen, gestielten Laubblätter sind schraubig an den Zweigenden angeordnet. Der schlanke, teils behaarten Blattstiel ist 3–4 Zentimeter lang. Die ganzrandigen, bespitzten bis zugespitzten, geschwänzten und verkehrt-eiförmigen, -eilanzettlichen Blätter sind 15–30 Zentimeter lang und 5–10 Zentimeter breit. Es sind größere, haltbare und eilanzettliche Nebenblätter vorhanden. Die jüngeren Blätter sind unterseits rötlich behaart und verkahlen dann.
Die Blüten erscheinen in dichten Büscheln am Zweigende. Die zwittrigen, cremefarbenen bis grünlich-weißen Blüten sind gestielt und mit doppelter Blütenhülle. Der 2–3 Zentimeter lange Blütenstiel ist rötlich behaart. Die 8 außen rötlich behaarten, 1 Zentimeter langen Kelchblätter stehen in zwei Kreisen. Die verwachsene, kleine Krone besitzt eine kurz 2,5 Millimeter lange, behaarte Kronröhre mit 8 längeren, dreiteiligen Lappen. Zwei seitliche, ausladende Lappensegmente sind größer, das mittlere, aufrechte ist kleiner. Es sind 8 kurze, freie Staubblätter und alternierend 8 größere, behaarte Staminodien in der Kronröhre vorhanden. Der langhaarige, achtkammerige Fruchtknoten ist oberständig mit relativ kurzem Griffel.
Es werden 5–8 Zentimeter große, anfänglich „bereifte“, zur Reife grünliche bis gelbliche und rundliche, ein- bis zwei(drei)samige, glatte Beeren gebildet. Die glatten, braunen und glänzenden, ellipsoiden Samen sind bis 4 Zentimeter groß, mit einer großen Narbe (Hilum) auf einer Seite. Das duftende Fruchtfleisch ist gelb.
Die Chromosomenzahl beträgt 2n = 24.

## Taxonomie
Die Erstbeschreibung der Gattung Baillonella und der Art Baillonella toxisperma erfolgte 1890 durch Jean Baptiste Louis Pierre in Notes Bot. Sapot.: 14. Der Gattungsname ehrt den französischen Arzt und Botaniker Henri Ernest Baillon (1827–1895).
Synonyme der Art sind Baillonella obovata Pierre ex Dubard, Baillonella pierreana (englisch) A.Chev., Mimusops djave Engl., Mimusops obovata Engl., Mimusops pierreana Engl.

## Verwendung
Die Früchte sind essbar, obwohl sie milchsafthaltig sind.
Das Fett aus den Samen wird als Speisefett (Adjab-, Njavebutter) oder medizinisch und kosmetisch verwendet. Es ist ähnlich wie Sheabutter. Die Pressrückstände der Fettgewinnung werden manchmal als Fischgift verwendet.
Das recht schwere, harte Holz ist bekannt als Moabi, Muabi oder als African pearwood, Afrikanisches Birnenholz.